# Даг Райзброу
Даг Райзброу (англ. Doug Risebrough, нар. 29 січня 1954, Гвелф) — колишній канадський хокеїст, що грав на позиції центрального нападника. Згодом — хокейний тренер.

## Ігрова кар'єра
Професійну хокейну кар'єру розпочав 1974 року.
1974 року був обраний на драфті НХЛ під 7-м загальним номером командою «Монреаль Канадієнс». 
Протягом професійної клубної ігрової кар'єри, що тривала 14 років, захищав кольори команд «Монреаль Канадієнс» та «Калгарі Флеймс».

## Тренерська робота
1990 року розпочав тренерську роботу в НХЛ. Робота обмежилась з командою «Калгарі Флеймс».

## Нагороди та досягнення
- Володар Кубка Стенлі в складі «Монреаль Канадієнс» — 1976, 1977, 1978, 1979.

## Статистика
| Сезон        | Клуб                     | Ліга         | Регулярний сезон | Регулярний сезон | Регулярний сезон | Регулярний сезон | Регулярний сезон | Плей-оф | Плей-оф | Плей-оф | Плей-оф | Плей-оф |
| Сезон        | Клуб                     | Ліга         | І                | Г                | П                | О                | ШХ               | І       | Г       | П       | О       | ШХ      |
| ------------ | ------------------------ | ------------ | ---------------- | ---------------- | ---------------- | ---------------- | ---------------- | ------- | ------- | ------- | ------- | ------- |
| 1973-1974    | «Кіченер Рейнджерс»      | ОХА          | 46               | 25               | 27               | 52               | 114              | -       | -       | -       | -       | -       |
| 1974-1975    | «Нова Шотландія Вояжерс» | АХЛ          | 7                | 5                | 4                | 9                | 55               | -       | -       | -       | -       | -       |
| 1974-1975    | «Монреаль Канадієнс»     | НХЛ          | 64               | 15               | 32               | 47               | 198              | 11      | 3       | 5       | 8       | 37      |
| 1975-1976    | «Монреаль Канадієнс»     | НХЛ          | 80               | 16               | 28               | 44               | 180              | 13      | 0       | 3       | 3       | 30      |
| 1976-1977    | «Монреаль Канадієнс»     | НХЛ          | 78               | 22               | 38               | 60               | 132              | 12      | 2       | 3       | 5       | 16      |
| 1977-1978    | «Монреаль Канадієнс»     | НХЛ          | 72               | 18               | 23               | 41               | 97               | 15      | 2       | 2       | 4       | 17      |
| 1978-1979    | «Монреаль Канадієнс»     | НХЛ          | 48               | 10               | 15               | 25               | 62               | 15      | 1       | 6       | 7       | 32      |
| 1979-1980    | «Монреаль Канадієнс»     | НХЛ          | 44               | 8                | 10               | 18               | 81               | -       | -       | -       | -       | -       |
| 1980-1981    | «Монреаль Канадієнс»     | НХЛ          | 48               | 13               | 21               | 34               | 93               | 3       | 1       | 0       | 1       | 0       |
| 1981-1982    | «Монреаль Канадієнс»     | НХЛ          | 59               | 15               | 18               | 33               | 116              | 5       | 2       | 1       | 3       | 11      |
| 1982-1983    | «Калгарі Флеймс»         | НХЛ          | 71               | 21               | 37               | 58               | 138              | 9       | 1       | 3       | 4       | 18      |
| 1983-1984    | «Калгарі Флеймс»         | НХЛ          | 77               | 23               | 58               | 51               | 164              | 11      | 2       | 1       | 3       | 25      |
| 1984-1985    | «Калгарі Флеймс»         | НХЛ          | 15               | 7                | 5                | 12               | 49               | 4       | 0       | 3       | 3       | 12      |
| 1985-1986    | «Калгарі Флеймс»         | НХЛ          | 62               | 15               | 28               | 43               | 169              | 22      | 7       | 9       | 16      | 38      |
| 1986-1987    | «Калгарі Флеймс»         | НХЛ          | 22               | 2                | 3                | 5                | 66               | 4       | 0       | 1       | 1       | 2       |
| Усього в НХЛ | Усього в НХЛ             | Усього в НХЛ | 740              | 185              | 286              | 471              | 1542             | 124     | 21      | 37      | 58      | 238     |

## Тренерська статистика
| Команда | Сезон   | Регулярний сезон | Регулярний сезон | Регулярний сезон | Регулярний сезон | Регулярний сезон | Регулярний сезон | Плей-оф                  |
| Команда | Сезон   | І                | В                | П                | Н                | О                | Місце            | Результат                |
| ------- | ------- | ---------------- | ---------------- | ---------------- | ---------------- | ---------------- | ---------------- | ------------------------ |
| КЛГ     | 1990–91 | 80               | 46               | 26               | 8                | 100              | 2-е в ДС         | програш у першому раунді |
| КЛГ     | 1991–92 | 64               | 25               | 30               | 9                | (74)             | 5-е в ДС         | (пішов у відставку)      |
| Усього  | Усього  | 144              | 71               | 56               | 17               |                  |                  |                          |